# Rien dans les poches
Rien dans les poches est un téléfilm français réalisé par Marion Vernoux, diffusé en 2008.
25 ans de la vie de Marie, une fêtarde parisienne, d'abord adolescente quittant sa mère à 17 ans, puis courte vedette de la chanson, et enfin mère d'une adolescente, Esther, qui la fuit comme elle-même fuyait sa mère.

## Synopsis

### Première époque
Juin 1979, Marie a 17 ans et après une engueulade avec sa mère dans son F3 de banlieue, décide de quitter la cellule familiale, et de partir sans rien dans les poches. Elle traîne d'abord avec les punks de Saint-Eustache et fait toutes les nuits le pied de grue devant la boîte de nuit branchée le Palace, dans la rue du Faubourg-Montmartre, dont l'entrée est gérée par Rita, une drag queen. Quand Rita la laisse enfin rentrer, c'est le début d'une vie de noctambule parisienne, entre le Palace et Les Bains Douches. Elle trouve un squat où dormir avec des nudistes à Strasbourg-Saint-Denis. Elle décroche un taf de serveuse et tombe amoureuse de son mutique collègue Maurizio. Dans les années 1980, elle crée un groupe de musique « Les Poux » avec son copain Lolo sur le label de Marco Abitbol. Le groupe a du succès le temps de quelques singles, avant que la poussière ne retombe.
Durant une soirée, Marie rencontre Etienne, un jeune acteur beau gosse. Après une courte idylle, Etienne s'aperçoit qu'il a le VIH. En faisant le test pour s'assurer qu'elle est clean, Marie s'aperçoit qu'elle est enceinte. Etienne finit par mourir du sida. Marie accouche d'Esther peu après. Marie élève sa fille d'abord avec l'aide de Maurizio, puis toute seule. Elle ne renonce pas à la nightlife pour autant et devient deejay, dans la boîte de Rita.

### Deuxième époque
En 1999, Esther est désormais adolescente et ses relations avec sa mère ne sont pas toujours au mieux. Elles habitent dans un loft à Montreuil avec Marcel, un paysagiste. Marie cache à sa fille l'identité de son père et lui fait croire qu'elle est la fille de Maurizio.
Esther s'éloigne petit à petit de sa mère et finit par ne plus vouloir la voir du tout. Elle drague Pierre, le dernier petit ami de sa mère, sans succès. La mère et la fille mettront quatre ans pour se réunir.

## Fiche technique
- Titre : Rien dans les poches
- Réalisation : Marion Vernoux
- Production : Alain Chabat
- Musique : Nico Bogue
- Photographie : Vincent Muller
- Décors : Emmanuelle Duplay
- Pays d'origine : France
- Format : Couleurs
- Genre : Comédie dramatique
- Bandes originales : Sortie le 04/02/2009
- Date de diffusion : 15 décembre 2008 et 16 décembre 2008 sur Canal+, en 2 parties

## Distribution
- Emma de Caunes : Marie Manikowski
- Louise Szpindel : Esther (à 15 ans)
- Julien Honoré : Pierre Archambault
- Nico Bogue : Lolo
- Pio Marmaï : Marcel
- Stefano Cassetti : Maurizio
- Nicolas Duvauchelle : Étienne Faber
- Anaïs : Véro
- Lio : Nicole Manikowski
- Cécile Cassel : Anne
- Elie Semoun : Marco Abitbol
- Mathieu Ducrez : Jean-Luc
- Alain Chabat : Rita
- Caroline Loeb : Joss
- Émilie Dequenne : Judith Miro
- Romain Goupil : Daniel Manikowski
- Brigitte Sy : Agathe Manikowski
- Alexandre Fogelmann : David Manikowski
- Esther Garrel : Hélène Manikowski
- Samir Guesmi : Nader
- Nicolas Abraham : Richard
- Antoine Bibiloni : Louis
- Lou Malek Brière : Esther (à 7 ans)
- Clémentine Houée : Esther (à 3 ans)